# 歐加登戰爭
歐加登戰爭是1977年—1978年在歐加登地區发生的戰爭。交戰雙方是埃塞俄比亚和索馬利亞。 戰爭起因是索馬利亞對埃塞俄比亚管辖的歐加登地區提出領土要求。在這場戰爭中，蘇聯、古巴和南也门公開支持埃塞俄比亚。索馬利亞早期也曾經得到蘇聯支持，但後來蘇聯轉為支持埃塞俄比亚。戰爭最後以索馬利亞撤出歐加登地區告終。

## 背景和经过
歐加登是埃塞俄比亚東部的一塊土地，當地主要居民為索馬利亞人。在索馬利亞語中，歐加登意為「灼熱的土地」。二战结束后，意属东非的索马里人聚居区全部在英国占领之下，故当地代表向联合国请愿要求统一，英国也曾提出按照宗教和种族重组边界的“贝文计划”，但因埃塞俄比亚帝国的阻挠未能实现。1960年7月1日，索马里共和国成立。之后索马里领导人一直试图将所有索马里人居住的地区（除索马里之外还有法属索马里-吉布提、欧加登、肯尼亚东北省的部分地区）并入索马里。西亚德·巴雷通过军事政变上台后，积极推进“大索马里”计划，从苏联等国购买大量军火武装部队，与埃塞俄比亚爆发冲突。
1973年，瑞典石油勘探公司宣称在欧加登地区发现特大油矿。1974年，索马里的西亚德政府以东道主的身份，在首都摩加迪沙举办了一届非洲统一组织会议，正式开启了索马里政府的外向型外交步伐。1974年，埃塞俄比亚皇帝海尔·塞拉西一世被政变推翻，埃塞俄比亚国内陷入混乱。索马里的西亚德政府便想趁机提出对欧加登的领土要求。1974年签订《苏索友好合作条约》，苏联向索马里提供援助，包括建立基础设施，提供大量工业用品和等先进军事装备（包括米格战斗机和T-55坦克），此外苏联还向索马里派遣了大量的军事顾问和技术人员并建立了多个机场和大型通讯中心。
1975年年初，索军将在欧加登的索马里人游击队整合为“西索马里解放阵线”，趁埃塞俄比亚门格斯图政权不稳之际派遣正规军协同作战。
1977年7月13日，第一批索马里国民军部队开始入侵埃塞俄比亚，7月25日攻占戈德。1977年7月21日，索马里空军的米格-21MF战斗机开始越境轰炸埃塞俄比亚境内的目标。欧加登地区的机场和军事基地以及其他军事目标都遭到了袭击。到1977年8月初，索马里军队已经占领了戈德、德格赫布尔等重要城镇，欧加登地区90%以上的领土都被索马里军队占领。到1977年9月，埃塞俄比亚被迫承认它只控制了欧加登约10%的地区，形势岌岌可危。9月13日，索马里装甲兵部队在空军支援下占领欧加登重镇吉吉加，埃塞俄比亚面临败局。
1977年8月17日，苏联首次正式谴责索马里武力干涉埃塞俄比亚内政。1977年10月门格斯图访苏期间，埃塞俄比亚和苏联签订了一揽子军事合作协议，苏联政府同意向埃塞俄比亚提供大量的武器装备，并和古巴卡斯特罗政权共同派遣规模大批志愿军“保卫埃塞俄比亚革命”。
为欧加登战争所举行的苏联战略大空运是从1977年11月25日夜间开始至12月中旬结束。至少有225架苏联军用运输机参与此次行动，包括安-12、安-22和伊尔-76，向埃塞俄比亚运送了600辆T-55、T-62和PT-76坦克，300辆BMP-1履带式战车、BTR-60和BRDM-2轮式装甲车，近400门火炮、迫击炮和火箭炮，外加百余架固定翼飞机和直升机散件，然后就地组装，总价值将近10亿卢布。
1977年12月，埃塞俄比亚军在人数和装备上都超过了索马里军队，埃塞俄比亚动员2万人派往欧加登前线。在18000余人的古巴军队直接参战。在苏联陆军第一副总司令瓦西里·伊萬諾維奇·彼得羅夫大将（战后晋升为苏联元帅）指挥下，1978年3月15日索马里政府宣布从欧加登全部撤军，欧加登再次被埃塞俄比亚占领。

## 外部連結
- Ogaden War 1976–1978 at OnWar.com （页面存档备份，存于）
- at GlobalSecurity.org （页面存档备份，存于）
- Cuban Aviation at the Ogaden War （页面存档备份，存于）